# Barima–Waini
Barima–Waini (Região 1) é uma região da Guiana Essequiba localizada no noroeste do país. Ela possui uma área de 20.339 km² e no censo de 1991 possuía uma população de 18.516 habitantes. A região é banhada pelo Oceano Atlântico ao norte e faz fronteira com a região de Pomeroon–Supenaam a leste, com a região de Cuyuni–Mazaruni ao sul e com a Venezuela a oeste.
As principais cidades da região são: Mabaruma (capital), Porto Kaituma, Matthew's Ridge, Morawhanna, Towakaima, Koriabo, Hossororo, Arakaka e Moruca.